# ساكورا

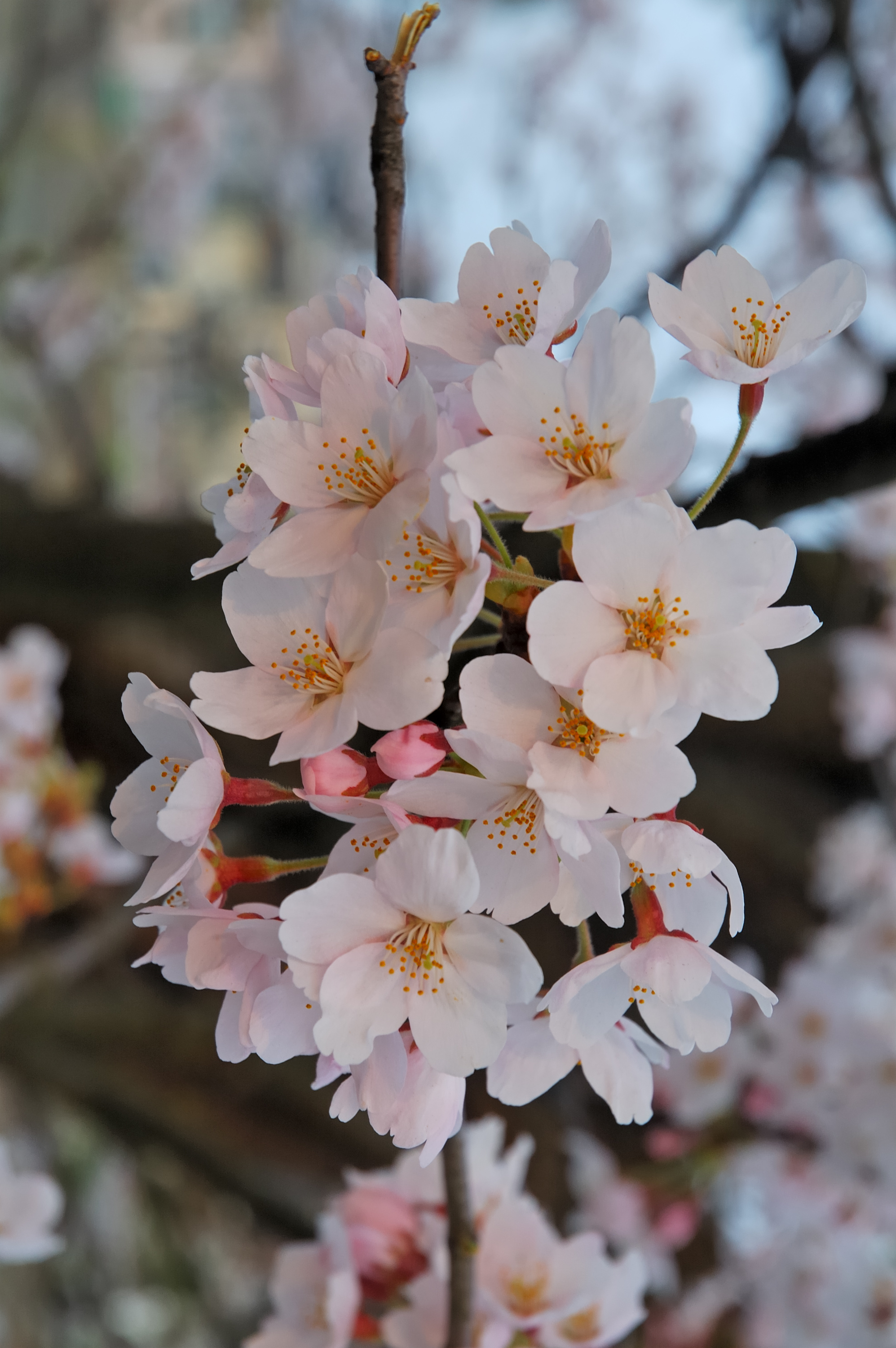
ساكورا في فوكوشيما.

أزهار الكرز (بالإنجليزية: Cherry blossom)‏ أو ما يعرف باسم ساكورا (باليابانية: 桜) هو الاسم الذي يطلق على أشجار الكرز الخاصة بالزينة في اليابان، أما ثمار الكرز (يطلق عليه باليابانية اسم «ساكورانبو») فهو يأتي من صنف مختلف من هذه الشجرة.

## الرمز

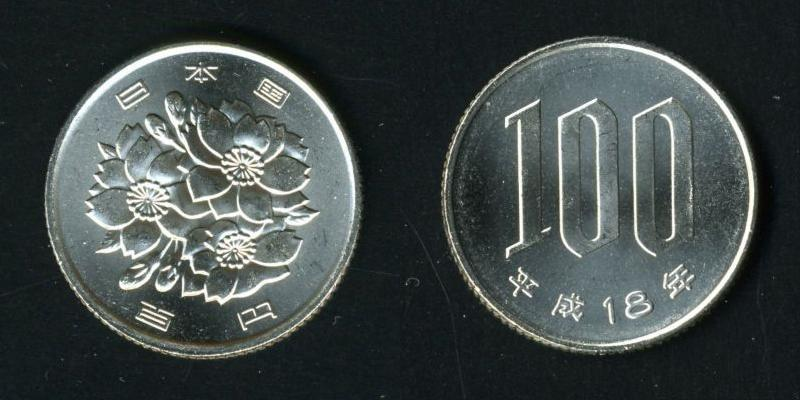
قطعة 100 ين ياباني تظهر الساكورا.

الساكورا رمز معروف في جميع أنحاء اليابان، وهو مُصوَّر في العديد من بضائع المستهلك، كالكيمونو والقرطاسية والصحون بالإضافة إلى لوحات في الفن الياباني والمانغا والأنمي. أزهار الكرز تحمل في مضمونها كناية عن الطبيعة سريعة الزوال، وهي مصوَّرة بكثرة وبتكرار في الفنون ومرافقة كذلك لكل من الساموراي والكاميكازي، وهناك عدة أغانٍ شعبية لها عنوان «ساكورا» أو تتحدث عن الساكورا، بالإضافة إلى عدد من أغاني البوب.
أثناء الحرب العالمية الثانية، كانت الساكورا رمزاً محفزاً لليابانيين، فقد كان الطيارين اليابانيين يرسمون الساكورا على جوانب طائراتهم قبل الشروع في المهمات الانتحارية التي كان ينفذها الكاميكازي، ويرمز رسمهم للساكورا على جوانب قاذفات القنابل إلى الجمال والحياة سريعة الزوال، وكانت الحكومة تشجع الناس على الإيمان بأن المحاربين الفدائيين الذين قتلوا في المعارك دفاعاً عن الوطن تتجسد أرواحهم في أزهار الكرز التي لا زالت وستظل رمزاً لجمال الطبيعة اليابانية.

## أنواع
النوع المحبوب والمفضل من شجر الكرز لدى اليابانيين هو النوع المسمى «سومي يوشينو» (染井吉野)، فأزهار هذا النوع من شجر الكرز أبيض صافٍ تقريباً وله لون وردي خفيف خصوصاً بالقرب من ساق الزهرة، وهذه الزهور تتفتح وعادةً ما تتساقط في غضون أسبوع قبل أن تظهر الأوراق، ومن هناك فهذه الأشجار تبدو بيضاء اللون، وقد أخذ هذا النوع من أشجار الكرز تسميته من قرية سوميه (الآن هي جزء من توشيما في طوكيو) وقد تطورت وتوسعت في أواسط وحتى أواخر القرن التاسع عشر في نهاية فترة إيدو وبداية فترة مييجي.
وبعض الأصناف الأخرى من أشجار الكرز هي: يامازاكورا(山桜)، ويايزاكورا(八重桜)، وشيداريزاكورا(枝垂れ桜)، ولنوع يايزاكورا أزهار كبيرة الحجم، وأوراق تويجية سميكة ذات لون وردي وافر، والنوع شيداريزاكورا أو الساكورا الباكية، لها فروع وأغصان متهاوية كالتي لدى شجرة الصفصاف الباكية، وهذه الأغصان مثقلة بالزهور ذات اللون الوردي.

## الموسم والطقوس
تفتح أزهار الكرز يبدأ في أوكيناوا في شهر فبراير، ويصل إلى كيوتو وطوكيو في نهاية شهر مارس أو بداية شهر أبريل، وبعد ذلك تواصل أزهار الكرز تفتحها في الشمال وصولاً إلى هوكايدو بعد بضعة أسابيع، واليابانيون يهتمون جداً بمسألة تفتح أزهار الكرز فتراهم يذهبون إلى الحدائق العامة والمعابد والأضرحة لإقامة ما يدعى بـِ(حفل مشاهدة الزهور) ويسمى باليابانية "هانامي"، والهانامي احتفال بجمال زهور الساكورا وكذلك زهور أخرى كزهور شجرة الخوخ، وهي فرصة للاستجمام والاسترخاء والتمتع بمناظر الزهور الجميلة.
معظم المدارس والمباني الحكومية يوجد في خارجها أشجار كرز، وبما أن السنة المالية والسنة الدراسية تبدأ معاً في شهر أبريل، فترى أنه في اليوم الأول من العمل أو الدراسة يصادف موسم تفتح أزهار الكرز في أجزاء عديدة من جزيرة هونشو (أكبر الجزر اليابانية التي توجد بها العاصمة طوكيو).

## استخدامتها

### في الطعام

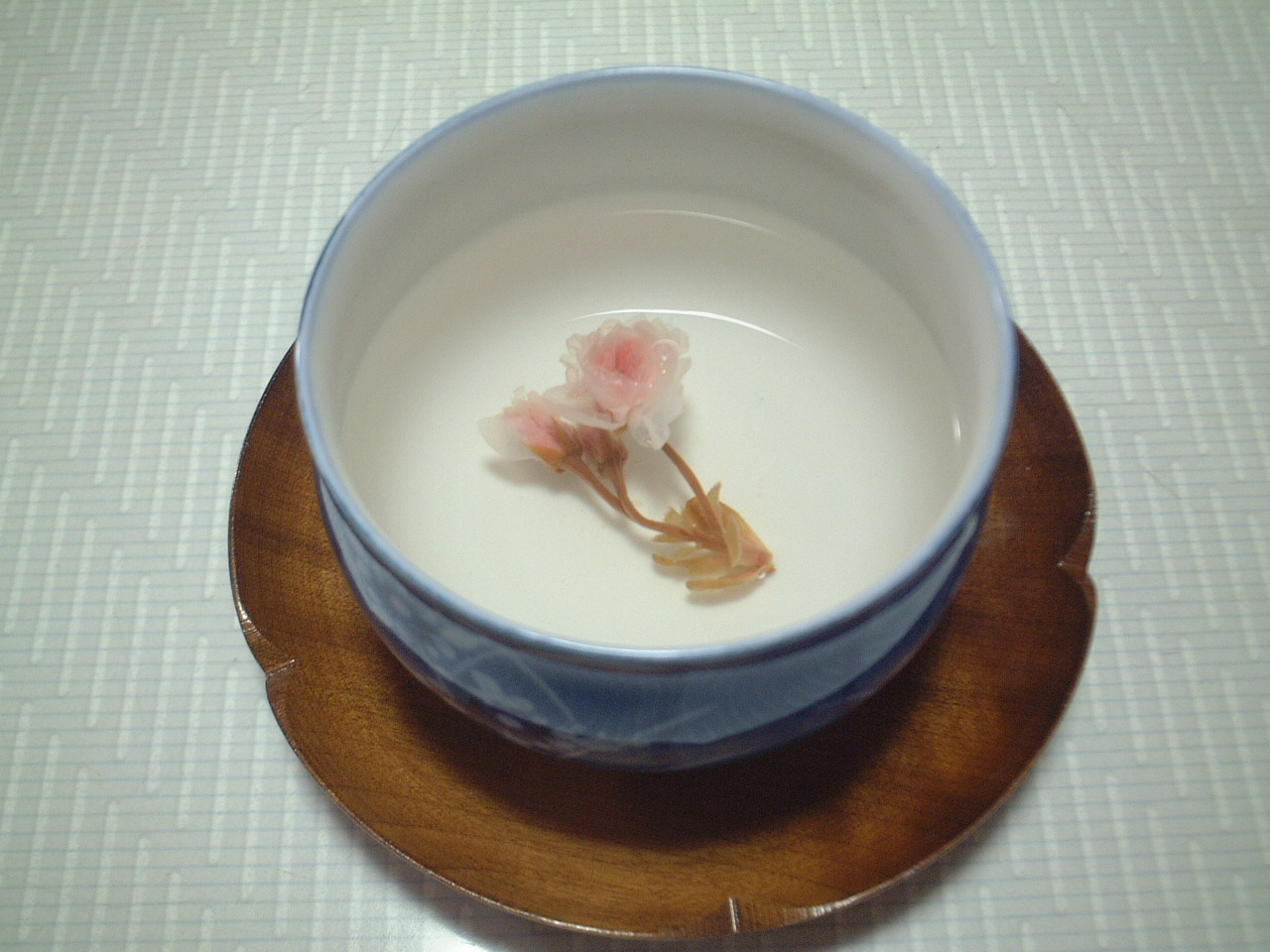
كأس من ساكورايو (شاي الساكورا)

إن أزهار وأوراق الساكورا صالحة للأكل، وتستخدم كلاهما كمواد لتحضير الأطعمة في المطبخ الياباني. حيث تخلل الأزهار بالملح وتستخدم لإضافة نكهة على الحلويات اليابانية واغاشي. كما يحضر نوع من المشروب الساخن بإضافة أزهار الساكورا في الماء المغلي بشكل يشبه الشاي ويقدم في حفلات الزفاف وغيرها من الاحتفالات.

### في الكريمات والعطور
تميزت الساكورا برائحة الرائعة والمتنوعة في حين كل نوع منها يحمل رائحة تختلف عن الأخرى، لذا فهناك كميات كبير من عطور الساكورا والتي الكثير من اليابانيين. أما عن الكريمات فقد اثبتت الدراسات ان الساكورا مفيدة جدا للبشرة في حين انها يلعب دورا مهما في حماية الجلد ومده بالطاقة والحيوية ويساعدة في عملية التجديد.

## الساكورا في بلدان أخرى

### الولايات المتحدة الأمريكية

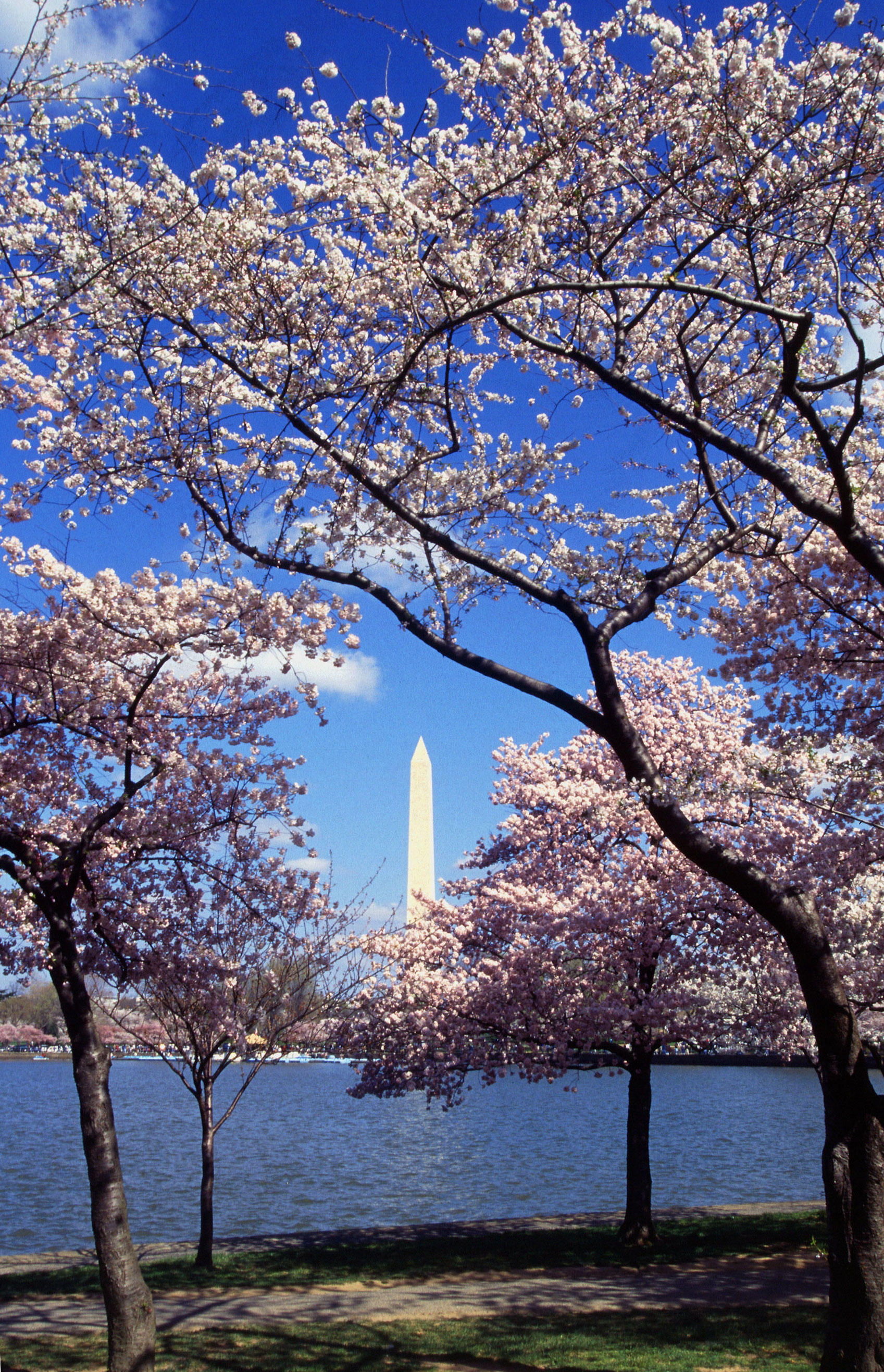
أشجار الساكورا في العاصمة الأمريكية واشنطن.

في عام 1912، أهدت اليابان 3000 شجرة ساكورا للولايات المتحدة، للاحتفال بشعب البلدين وتنمية روابط الصداقة، وهذه الأشجار وضعت في صفوف عند من ساحل الحوض المدجزري في واشنطن، والهدية تجددت ب 3800 شجرة كرز إضافية في عام 1956، وهناك أصبحت الساكورا أداة جذب سياحي مميز عندما تتفتح أزهارها بشكل كامل في بداية فصل الربيع.

### الصين
بعد هدوء الحرب بين الطرفين اليابان والصين، وبعد سنوات طويلة بادرت اليابان بكسر الحواجز بينها وبين الصين بإهدائها ما يقارب 2000 شجرة الساكورا وكانت تلك الشجرة سبب في لم شمل الصين واليابان،
وبعد 10 أعوام أهدت اليابان ما يقارب 5000 شجرة الساكورا لتوثيق الصداقة القائمة بين الدولتين وتقوية علاقة الشعب الياباني بالشعب الصيني

## معرض صور

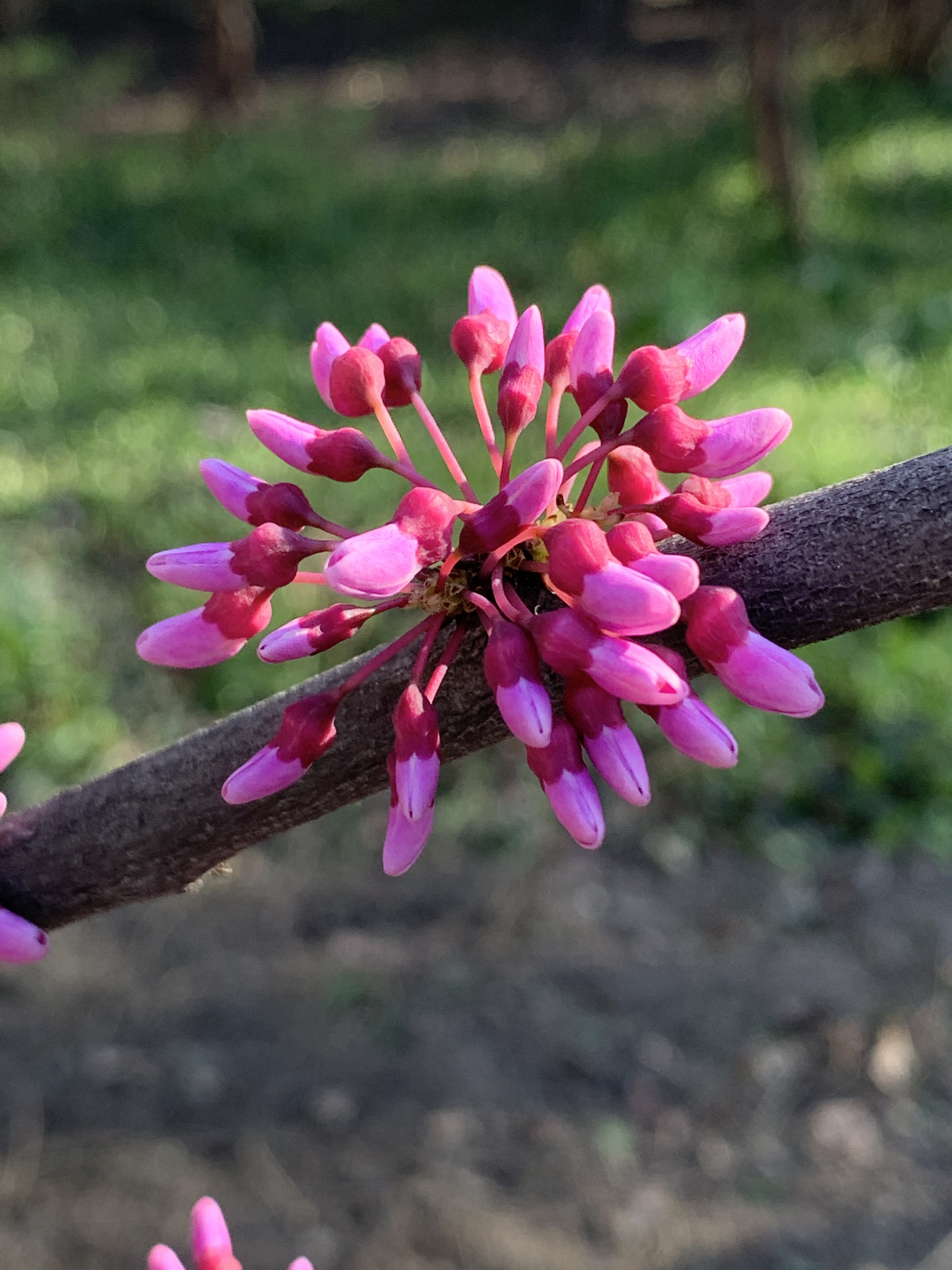
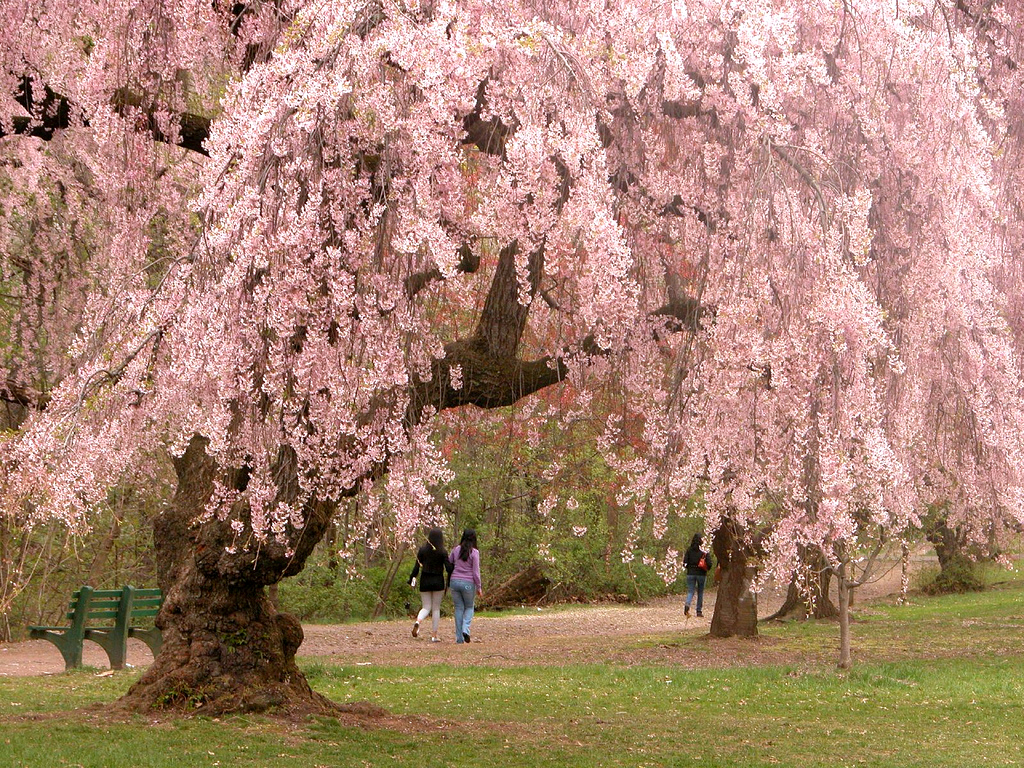
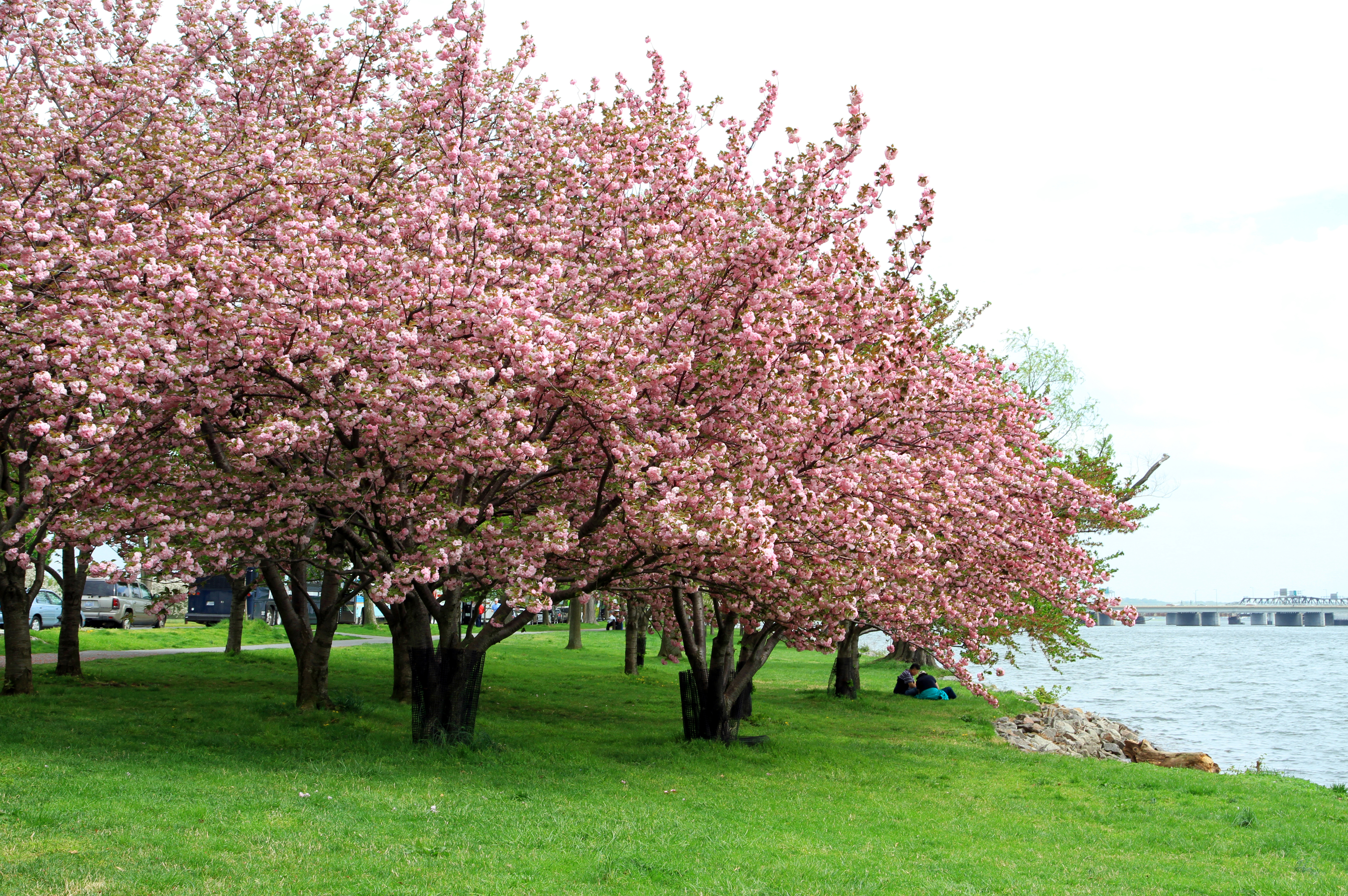
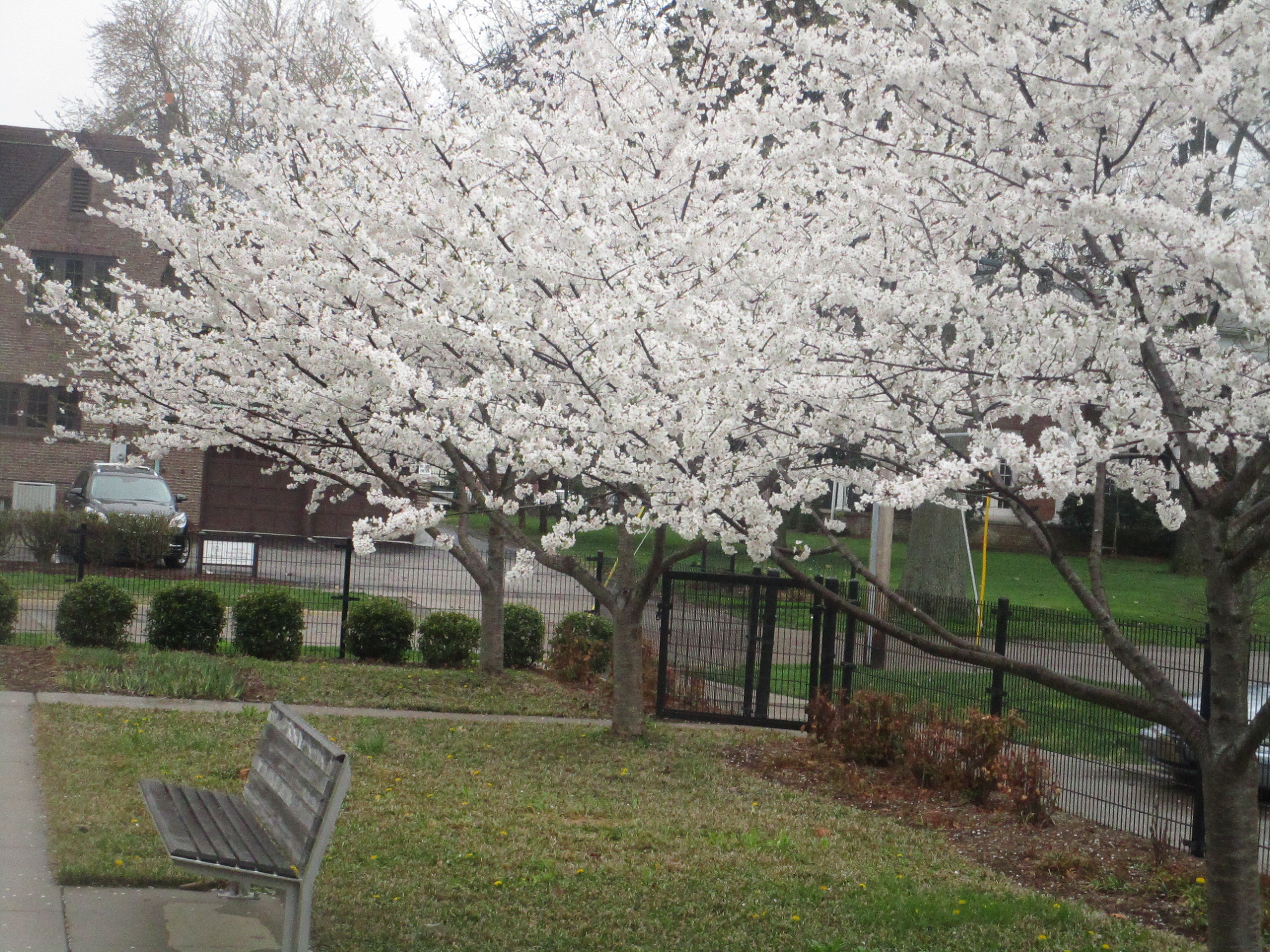

## اقرأ أيضا
- برقوق
- كرز